# SDK1
SDK1‏ (Sidekick cell adhesion molecule 1) هوَ بروتين يُشَفر بواسطة جين SDK1 في الإنسان.

## الوظيفة
البروتين المُشفّر بواسطة هذا الجين عضوٌ في عائلة الغلوبولين المناعي. يحتوي البروتين على ستة نطاقات شبيهة بالغلوبولين المناعي وثلاثة عشر نطاقًا من الفيبرونيكتين من النوع الثالث. توجد نطاقات الفيبرونيكتين من النوع الثالث في البروتينات داخل وخارج الخلايا، ومن المعروف أن التكرارات المترادفة تحتوي على مواقع ربط للحمض النووي والهيبارين وسطح الخلية. ينتج عن الربط البديل متغيرات نسخ متعددة.